# دانيال مورون
دانيال مورون (بالإسبانية: Daniel Morón)‏ هو لاعب كرة قدم تشيلي وأرجنتيني في مركز حراسة المرمى، ولد في 30 سبتمبر 1955 في تونوياني ‏ في الأرجنتين. شارك مع منتخب تشيلي لكرة القدم. أما مع النوادي، فقد لعب مع أوداكس إيتاليانو وكولو-كولو ونادي بالستينو ويونيون دي سانتا في.

## وصلات خارجية
- دانيال مورون على موقع الاتحاد الأوربي (الإنجليزية)
- دانيال مورون على موقع عالم كرة القدم.نت (الإنجليزية)